# Liste des œuvres de Piotr Ilitch Tchaïkovski

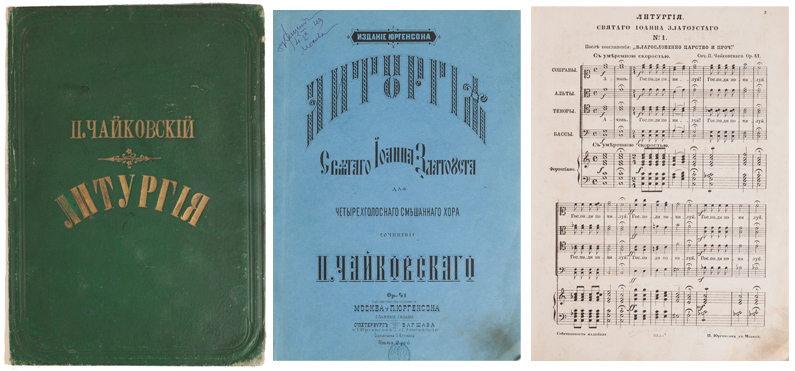
Couverture de l'éd. Jurgenson. Œuvres de P.I. Tchaïkovski

| Op. | Titre | Genre                | Date                 |
| --- | --- | -------------------- | -------------------- |
| 1   | Deux pièces pour piano | Œuvre pour piano     | 1863-1867            |
| 2   | Souvenir de Hapsal | Œuvre pour piano     | 1867                 |
| 3   | Le Voïévode | Opéra                | 1868                 |
| 4   | Valse-caprice | Œuvre pour piano     | 1868                 |
| 5   | Romance pour piano | Œuvre pour piano     | 1868                 |
| 6   | Six mélodies | Mélodie              | 1869                 |
| 7   | Valse-scherzo | Œuvre pour piano     | 1870                 |
| 8   | Capriccio | Œuvre pour piano     | 1870                 |
| 9   | Trois pièces pour piano | Œuvre pour piano     | 1870                 |
| 10  | Deux pièces pour piano | Œuvre pour piano     | 1871-1872            |
| 11  | Quatuor à cordes no 1 | Musique de chambre   | 1871                 |
| 12  | Snégourotchka | Musique de scène     | 1873                 |
| 13  | Symphonie no 1 Rêves d'hiver | Symphonie            | 1866/1874            |
| 14  | Vakoula le forgeron (remanié sous le titre de Tcherevitchki)                                                                      | Opéra                | 1874/1885            |
| 15  | Ouverture solennelle sur l'hymne national danois                                                                                  | Œuvre pour orchestre | 1866/1892            |
| 16  | Six mélodies | Mélodie              | 1872-1873            |
| 17  | Symphonie no 2 | Symphonie            | 1872/1879-1880       |
| 18  | La Tempête, fantaisie symphonique                                                                                                 | Œuvre pour orchestre | 1873                 |
| 19  | Six morceaux pour piano | Œuvre pour piano     | 1873                 |
| 20  | Le Lac des cygnes | Ballet               | 1875-1876/1877       |
| 21  | Six pièces sur un même thème | Œuvre pour piano     | 1873                 |
| 22  | Quatuor à cordes no 2 | Musique de chambre   | 1873-1874            |
| 23  | Concerto pour piano et orchestre n° 1                                                                                             | Concerto             | 1874-1875/1879/1890? |
| 24  | Eugène Onéguine | Opéra                | 1877-1878/1880/1885  |
| 25  | Six mélodies | Mélodie              | 1874                 |
| 26  | Sérénade mélancolique, pour violon et orchestre                                                                                   | Pièce concertante    | 1875                 |
| 27  | Six mélodies | Mélodie              | 1875                 |
| 28  | Six mélodies | Mélodie              | 1875                 |
| 29  | Symphonie no 3 | Symphonie            | 1875                 |
| 30  | Quatuor à cordes no 3 | Musique de chambre   | 1876                 |
| 31  | Marche slave | Œuvre pour orchestre | 1876                 |
| 32  | Francesca da Rimini, fantaisie symphonique                                                                                        | Œuvre pour orchestre | 1876                 |
| 33  | Variations sur un thème rococo, pour violoncelle et orchestre                                                                     | Pièce concertante    | 1876-1877            |
| 34  | Valse-scherzo, pour violon et orchestre                                                                                           | Pièce concertante    | 1877                 |
| 35  | Concerto pour violon et orchestre                                                                                                 | Concerto             | 1878                 |
| 36  | Symphonie no 4 | Symphonie            | 1877                 |
| 37  | Grande Sonate en sol majeur | Œuvre pour piano     | 1878                 |
| 37a | Les Saisons | Œuvre pour piano     | 1875-1876            |
| 38  | Six mélodies | Mélodie              | 1878                 |
| 39  | Album pour enfants (Tchaïkovski)Album pour enfants                                                                                | Œuvre pour piano     | 1878                 |
| 40  | Douze pièces de difficulté moyenne pour piano                                                                                     | Œuvre pour piano     | 1878                 |
| 41  | Liturgie de saint Jean Chrysostome                                                                                                | Œuvre chorale        | 1878                 |
| 42  | Souvenir d’un lieu cher, trois pièces pour violon et piano                                                                        | Musique de chambre   | 1878                 |
| 43  | Suite n° 1 | Suite                | 1878-1879            |
| 44  | Concerto pour piano et orchestre n° 2                                                                                             | Concerto             | 1879-1880            |
| 45  | Capriccio italien | Œuvre pour orchestre | 1880                 |
| 46  | Six duos vocaux avec piano | Mélodie              | 1880                 |
| 47  | Sept mélodies | Mélodie              | 1880                 |
| 48  | Sérénade pour orchestre à cordes                                                                                                  | Pièce pour orchestre | 1880                 |
| 49  | Ouverture 1812 | Pièce pour orchestre | 1880                 |
| 50  | Trio pour piano, violon et violoncelle                                                                                            | Musique de chambre   | 1882                 |
| 51  | Six morceaux pour piano | Œuvre pour piano     | 1882                 |
| 52  | Les Vigiles, vêpres | Œuvre chorale        | 1881-1882            |
| 53  | Suite n° 2 | Suite                | 1881                 |
| 54  | Seize chansons d'enfants | Mélodie              | 1881-1883            |
| 55  | Suite n° 3 | Suite                | 1884                 |
| 56  | Fantaisie de concert pour piano et orchestre                                                                                      | Pièce concertante    | 1884                 |
| 57  | Six mélodies | Mélodie              | 1884                 |
| 58  | Symphonie n° 7, Manfred | Symphonie            | 1885                 |
| 59  | Doumka pour piano | Œuvre pour piano     | 1886                 |
| 60  | Douze mélodies | Mélodie              | 1886                 |
| 61  | Suite n°4 Mozartiana | Suite                | 1887                 |
| 62  | Pezzo capriccioso pour violoncelle et orchestre (ou piano)                                                                        | Pièce concertante    | 1887                 |
| 63  | Six mélodies | Mélodie              | 1887                 |
| 64  | Symphonie n° 5 | Symphonie            | 1888                 |
| 65  | Six mélodies sur des textes français                                                                                              | Mélodie              | 1888                 |
| 66  | La Belle au bois dormant | Ballet               | 1888-1889            |
| 67  | Hamlet, ouverture-fantaisie | Œuvre pour orchestre | 1889                 |
| 68  | La Dame de pique | Opéra                | 1890                 |
| 69  | Yolande | Opéra                | 1891                 |
| 70  | Souvenir de Florence, sextuor à cordes                                                                                            | Musique de chambre   | 1890/1891-1892       |
| 71  | Casse-noisette | Ballet               | 1892                 |
| 71a | Suite de Casse-noisette | Suite                | 1892                 |
| 72  | Dix-huit pièces pour piano | Œuvre pour piano     | 1893                 |
| 73  | Dix-huit mélodies sur des poèmes de Rathaus                                                                                       | Mélodie              | 1893                 |
| 74  | Symphonie n° 6 Pathétique | Symphonie            | 1893                 |
| 75  | Concerto pour piano et orchestre n° 3                                                                                             | Concerto             | 1893                 |
| 76  | L'Orage, ouverture | Œuvre pour orchestre | 1864                 |
| 77  | Fatum, poème symphonique | Œuvre pour orchestre | 1868                 |
| 78  | Le Voïévode, ballade symphonique                                                                                                  | Œuvre pour orchestre | 1890-1891            |
| 79  | Andante et finale pour piano et orchestre                                                                                         | Concerto             | 1893                 |
| 80  | Sonate en ut dièse mineur pour piano                                                                                              | Œuvre pour piano     | 1865                 |
|     | Anastasie-valse | Œuvre pour piano     | 1854                 |
|     | Mon génie, mon ange, mon ami | Mélodie              | 1855-1859?           |
|     | Chanson de Zemfira | Mélodie              | 1860-1865?           |
|     | Mezza notte | Mélodie              | 1860-1861?           |
|     | Près de la rivière, près du pont                                                                                                  | Œuvre pour piano     | 1862                 |
|     | Allegretto moderato, pour trio à cordes                                                                                           | Œuvre d'élève        | 1863-1864            |
|     | Allegretto, pour quatuor à cordes                                                                                                 | Œuvre d'élève        | 1863-1864            |
|     | Allegro vivace, pour quatuor à cordes                                                                                             | Œuvre d'élève        | 1863-1864            |
|     | Andante molto, pour quatuor à cordes                                                                                              | Œuvre d'élève        | 1863-1864            |
|     | Adagio, pour quatre cors | Œuvre d'élève        | 1863-1864            |
|     | Andante ma non troppo, pour quintette à cordes                                                                                    | Œuvre d'élève        | 1863-1864            |
|     | Adagio molto, pour quatuor à cordes et harpe                                                                                      | Œuvre d'élève        | 1863-1864            |
|     | Allegro, pour piano et cordes | Œuvre d'élève        | 1863-1864            |
|     | Adagio, pour octuor à vent | Œuvre d'élève        | 1863-1864            |
|     | Allegro ma non tanto, pour orchestre à cordes                                                                                     | Œuvre d'élève        | 1863-1864            |
|     | Largo - Allegro, pour deux flûtes et orchestre à cordes                                                                           | Œuvre d'élève        | 1863-1864            |
|     | Agitato - Allegro, pour petit orhestre                                                                                            | Œuvre d'élève        | 1863-1864            |
|     | Andante ma non troppo, pour petit orchestre                                                                                       | Œuvre d'élève        | 1863-1864            |
|     | Allegro vivo, pour petit orchestre                                                                                                | Œuvre d'élève        | 1863-1864            |
|     | Les Romains au Colisée, tableau musical pour orchestre                                                                            | Œuvre d'élève        | 1863-1864            |
|     | Avant le sommeil, chœur a cappella ou avec orchestre                                                                              | Œuvre chorale        | 1863-1864            |
|     | Thème et variations | Œuvre pour piano     | 1863-1864            |
|     | Ode à la Joie, cantate | Œuvre chorale        | 1865                 |
|     | Quatuor à cordes en si bémol majeur                                                                                               | Musique de chambre   | 1865                 |
|     | Ouverture en fa majeur | Œuvre pour orchestre | 1865/1866            |
|     | Danses caractéristiques pour orchestre                                                                                            | Œuvre pour orchestre | 1865?                |
|     | Ouverture en ut mineur | Œuvre pour orchestre | 1865-1866            |
|     | Ouverture en fa majeur | Œuvre pour orchestre | 1865/1866            |
|     | Récitatifs et musique pour un couplet dans Confusion, vaudeville de Pavel Fedorov                                                 | Musique de scène     | 1867                 |
|     | Potpourri sur des thèmes du Voïévode (op. 3)                                                                                      | Œuvre pour piano     | 1867-1868            |
|     | Roméo et Juliette, ouverture-fantaisie                                                                                            | Œuvre pour orchestre | 1869/1870/1880       |
|     | Ondine (perdu, sauf fragments) | Opéra                | 1869                 |
|     | Chœur des fleurs et des insectes, du projet d'opéra La Mandragore                                                                 | Œuvre chorale        | 1869-1870            |
|     | Dimitri l'Usurpateur et Vassili Chouiski                                                                                          | Musique de scène     | 1870                 |
|     | L'Opritchnik | Opéra                | 1870-1872            |
|     | Oublier si vite | Mélodie              | 1870                 |
|     | Nature et amour, trio pour voix de femmes, chœur de femmes et piano                                                               | Œuvre chorale        | 1870                 |
|     | Printemps | Œuvre chorale        | 1871?                |
|     | Soir | Œuvre chorale        | 1871?                |
|     | Cantate pour le 200e anniversaire de la naissance de Pierre le Grand ou Cantate pour l'inauguration de l'Exposition Polytechnique | Œuvre chorale        | 1872                 |
|     | Musique pour les couplets du comte Almaviva dans Le Barbier de Séville de Beaumarchais                                            | Musique de scène     | 1872                 |
|     | Sérénade pour la fête de Nikolaï Rubinstein                                                                                       | Œuvre pour orchestre | 1872                 |
|     | Emporte mon cœur | Mélodie              | 1873                 |
|     | Les Yeux bleus du printemps | Mélodie              | 1874                 |
|     | Cantate pour le jubilé d'Ossip Petrov                                                                                             | Œuvre chorale        | 1875                 |
|     | Je voudrais rassembler en un seul mot                                                                                             | Mélodie              | 1875                 |
|     | Nous ne nous promènerons pas longtemps                                                                                            | Mélodie              | 1875                 |
|     | Marche funèbre, pour quatre mains, sur des thèmes de L'Opritchnik                                                                 | Œuvre pour piano     | 1878                 |
|     | Marche de la Flotte des Volontaires (Skobelev-marche)                                                                             | Œuvre pour piano     | 1878                 |
|     | La Pucelle d'Orléans | Opéra                | 1878-1879            |
|     | Berceuse et Valse pour la comédie d'Octave Feuillet                                                                               | Musique de scène     | 1879                 |
|     | Montenegro, musique pour un tableau vivant                                                                                        | Musique de scène     | 1880                 |
|     | Chœur pour les élèves de l'Institut Patriotique                                                                                   | Œuvre chorale        | 1880                 |
|     | Le Soir, chœur a cappella | Œuvre chorale        | 1881                 |
|     | Mazeppa | Opéra                | 1883                 |
|     | Moscou, cantate | Œuvre chorale        | 1883                 |
|     | Marche solennelle du couronnement                                                                                                 | Œuvre pour orchestre | 1883                 |
|     | Neuf chœurs religieux a cappella                                                                                                  | Œuvre chorale        | 1884-1885            |
|     | Impromptu-caprice | Œuvre pour piano     | 1884                 |
|     | Elégie à la mémoire de Samarine                                                                                                   | Œuvre pour orchestre | 1884                 |
|     | Tcherevitchki (un remaniement de Vakoula le forgeron)                                                                             | Opéra                | 1885                 |
|     | Hymne aux saints Cyrille et Méthode                                                                                               | Œuvre chorale        | 1885                 |
|     | Marche de l'École de Droit | Œuvre pour orchestre | 1885                 |
|     | Chœur de l'École de Droit | Œuvre chorale        | 1885                 |
|     | Le Voïévode, musique pour un mélodrame                                                                                            | Musique de scène     | 1886                 |
|     | L'Ange clamait à Marie | Œuvre chorale        | 1887                 |
|     | Heureux celui qui sourit | Œuvre chorale        | 1887                 |
|     | Un nuage doré | Œuvre chorale        | 1887                 |
|     | L'Enchanteresse | Opéra                | 1887                 |
|     | Valse-scherzo | Œuvre pour piano     | 1889                 |
|     | Hommage à Anton Rubinstein | Œuvre chorale        | 1889                 |
|     | Le Rossignol | Œuvre chorale        | 1889                 |
|     | Impromptu en la bémol majeur | Œuvre pour piano     | 1889                 |
|     | Trop tôt dans la saison | Œuvre chorale        | 1891                 |
|     | Ce n'est pas le coucou | Œuvre chorale        | 1891                 |
|     | Pourquoi les chants de joie | Œuvre chorale        | 1891                 |
|     | Aveu passionné | Œuvre pour piano     | 1891?                |
|     | Marche du régiment Yurievski | Œuvre pour piano     | 1893                 |
|     | La Nuit, quatuor vocal | Œuvre chorale        | 1893                 |
|     | Impromptu (Momento lirico) | Œuvre pour piano     | 1893                 |